# Espédaillac
Espédaillac település Franciaországban, Lot megyében. Lakosainak száma 282 fő (2022. január 1.). Espédaillac Blars, Brengues, Durbans, Grèzes, Livernon, Marcilhac-sur-Célé, Quissac-en-Quercy és Saint-Sulpice községekkel határos.

## Népesség
A település népességének változása:
| Lakosok száma | 219  | 260  | 230  | 255  | 251  | 257  | 270  | 268  | 267  | 282  |
|               | 1968 | 1982 | 1990 | 2006 | 2013 | 2015 | 2017 | 2019 | 2020 | 2022 |